# Gramatyka treści
Gramatyka treści (inhaltbezogene Sprachwissenschaft) – niemiecka szkoła językoznawcza działająca w XX wieku, której głównym przedstawicielem był Leo Weisgerber. Nazywani są też neoromantykami (Neuromantiker).

## Język a rzeczywistość
Gramatyka treści nawiązuje do koncepcji Wilhelma von Humboldta (1767-1835), który twierdził, że język to nie jest ergo („dzieło, wytwór”), lecz energeia, czyli „działająca siła”. Język każdego narodu zawiera określony pogląd na świat (Weltansicht) i posiada wewnętrzną formę. Różnorodność języków nie jest różnorodnością dźwięków, lecz różnorodnością poglądów na świat. Na poglądy Humboldta wpływ wywarła filozofia Immanuela Kanta (1724-1804).
Leo Weisgerber (1899-1985) przejął te podstawowe myśli Humboldta i połączył je z podstawowymi założeniami strukturalizmu de Saussure’a. Światopogląd języka i jego wewnętrzna forma tworzą w sumie językowy obraz świata (Weltbild) danego języka. Język ojczysty narzuca użytkownikom określone widzenie rzeczywistości. W uwarunkowanym językowo „duchowym świecie pośrednim” (geistige Zwischenwelt) zachodzi proces przekształcenia rzeczywistości zewnętrznej we własność myśli ludzkiej. Bez języka nie ma poznania. Język nie jest bezpośrednim odzwierciedleniem rzeczywistości, jest środkiem poznania tej rzeczywistości i kształtowania świata zewnętrznego. Przypisywanie językowi aktywnej siły kształtującej rzeczywistość wywodzi się z neokantyzmu.
Treści językowe decydują na przykład o klasyfikacji roślin w danej społeczności językowej. Niektóre rośliny zostały w określonych językach „zdegradowane” do roli chwastów, które jako takie nie istnieją w rzeczywistości, a jedynie w językowym świecie pośrednim.

## Historia
Początki gramatyki treści sięgają roku 1927, kiedy ukazała się praca Weisgerbera Die Bedeutungslehre – ein Irrweg der Sprachwissenschaft. Weisgerber dowodzi, że zamiast znaczenia wyrazów jako odbicia desygnatów rzeczywistości należy mówić o treściach językowych zawartych w „świecie pośrednim”. Dopiero w latach 70. słabną wpływy tej szkoły językoznawczej. Do innych językoznawców – przedstawicieli gramatyki treści – należą m.in.: Walter Porzig, Helmut Gipper i (w późniejszym etapie swojej działalności) Hans Glinz.

## Teoria pól wyrazowych
W badaniach nad treściową warstwą języka nawiązywano do koncepcji strukturalistycznych, przyjmując, że warstwa treściowa (semantyczna) danego języka tworzy określone struktury. Jost Trier w roku 1931 (Der deutsche Wortschatz im Sinnbezirk des Verstandes. Die Geschichte eines sprachlichen Feldes), a później Leo Weisgerber rozwinęli teorię pól wyrazowych (semantycznych). Są to wycinki słownictwa tej samej części mowy powiązane wspólną semantyką, np. nazwy kolorów, nazwy relacji pokrewieństwa, nazwy cech charakteru czy właściwości umysłowych człowieka. Przyjęto założenie, że treści (znaczenia) poszczególnych wyrazów należy określać nie w izolacji, lecz na tle całej struktury, której są częścią. Obok tak rozumianych pól semantycznych jako struktur paradygmatycznych Walter Porzig mówi o polach syntagmatycznych (syntaktycznych), które obecnie nazywane są kolokacjami, np. (w języku polskim) pies – szczekać, koń – rżeć.
Pojęcie pól wyrazowych pojawia się często w językoznawczych badaniach kontrastywnych, a również w badaniach stylistycznych.

## Publikacje (wybór)
- Leo Weisgerber: Von den Kräften der deutschen Sprache. Düsseldorf. 1949–1950.
- Tom I: Grundzüge der inhaltbezogenen Grammatik. 3. wyd. 1962.
- Tom II: Die sprachliche Gestaltung der Welt. 3. wyd. 1962.
- Tom III: Die Muttersprache im Aufbau unserer Kultur. 2. wyd. 1957.
- Tom IV: Die geschichtliche Kraft der deutschen Sprache. 2. wyd. 1959.
- Helmut Gipper: Bausteine der Sprachinhaltsforschung. 1963.
- Walter Porzig: Das Wunder der Sprache. Probleme, Methoden und Ergebnisse der modernen Sprachwissenschaft. 1950